# رونالد هاث
رونالد هاث (بالإسبانية: Ronald Huth) هو لاعب كرة قدم باراغواياني، ولد في 30 أكتوبر 1989 في أسونسيون في باراغواي. شارك مع منتخب الباراغواي تحت 20 سنة لكرة القدم ومنتخب باراغواي لكرة القدم. أما مع النوادي، فقد لعب مع أوليمبيا أسونسيون وباس جيانينا وسبورتيفو لوكوينو ونادي فيتشينزا ونادي ليفربول.

## وصلات خارجية
- رونالد هاث على موقع الاتحاد الدولي (مؤرشف)  (الإنجليزية)
- رونالد هاث على موقع قاعدة بيانات كرة القدم.إي يو (الإنجليزية)
- رونالد هاث على موقع Soccerway.com (الإنجليزية)
- رونالد هاث على موقع عالم كرة القدم.نت (الإنجليزية)